# ティム・ウォルバーグ
ティム・ウォルバーグ（Tim Walberg,  1951年4月12日 - ）は、アメリカ合衆国の政治家。ミシガン州選出の共和党下院議員。

## 発言
2024年3月25日に地元ミシガン州で行った演説の中で、パレスチナ自治区ガザ地区の戦争について「手っ取り早く終わらせるため、長崎や広島のような」爆弾を投下すべきだと発言した。本人は比喩だったと主張している。